# IM Motors
IM Motors är ett samrisksbolag mellan den kinesiska biltillverkaren SAIC Motor och de kinesiska teknikföretagen Zhangjiang Hi-Tech och Alibaba Group. Bolaget fokuserar på elbilar i premiumsegmentet. Internationella namnet IM Motors står för "Intelligence in Motion". Bolagets kinesiska namn är Zhiji Motors (智己汽车).

## Historia
Bolaget grundades i december 2020, och en 3D-rendering av företagets kommande sedan, som ska konkurrera med Tesla Model S, presenterades i januari 2021. I april 2021 på bilsalongen Auto Shanghai presenterade IM Motors tre nya bilar: IM L7, IM LS7 och IM Airo. I juli 2023 meddelades det att Audi köpte IM Motors elbilsplattform och skulle börja använda det i Audis kommande elektriska modeller.

## Galleri
|              |
| IM Motors L6 |

|               |
| IM Motors LS6 |

|              |
| IM Motors L7 |

|               |
| IM Motors LS7 |